# Rue des Prêtres-Saint-Germain-l'Auxerrois
Ne doit pas être confondu avec Rue Saint-Germain-l'Auxerrois.
La rue des Prêtres-Saint-Germain-l’Auxerrois est une voie du 1er arrondissement de Paris, en France.

## Origine du nom
La rue doit sa dénomination actuelle aux prêtres de l’église Saint-Germain-l'Auxerrois qui y demeuraient.

## Historique
Anciennement « ruelle du Cloître » ou « ruelle par laquelle on va à l’église et y aboutissant ». 
Le cimetière de l’église Saint-Gervais-l’Auxerrois se trouvait à cet emplacement.
Elle est citée sous le nom de « rue des Prestre », dans un manuscrit de 1636 dont le procès-verbal de visite, en date du 22 avril 1636, indique qu'elle est « salle, boueuse et remplie d'immundices et de plus avons particulièrement veu quantité de fumiers compiliez avec boues, qui arrestent le cours des eaues des ruisseaux ».
En 1702, la voie, qui fait partie du quartier du Louvre, comporte 20 maisons et 9 lanternes.
En 1702, la partie comprise entre les places des Trois-Maries et de l’École porte le nom de « rue Saint-Germain-l'Auxerrois » ; à cette époque, cette partie est réunie à la rue des Prêtres, dont elle prend la dénomination. La partie entre les rues de la Monnaie et de l'Arbre-Sec disparaît en 1925 pour l'agrandissement des magasins de La Samaritaine.

Transformations de la rue avec la construction du magasin 2 de La Samaritaine
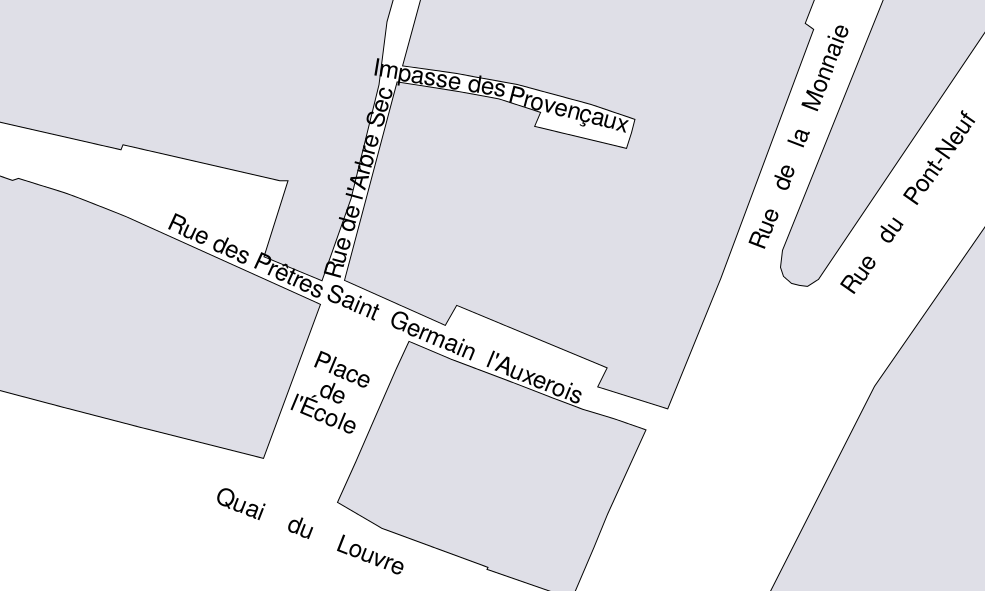
Plan vers 1900.
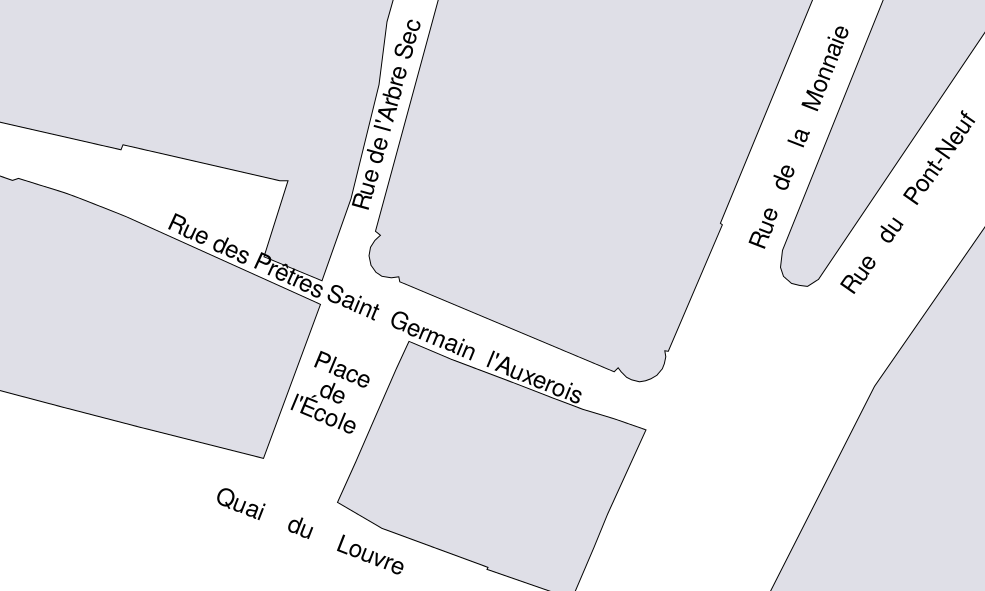
Plan vers 1910.
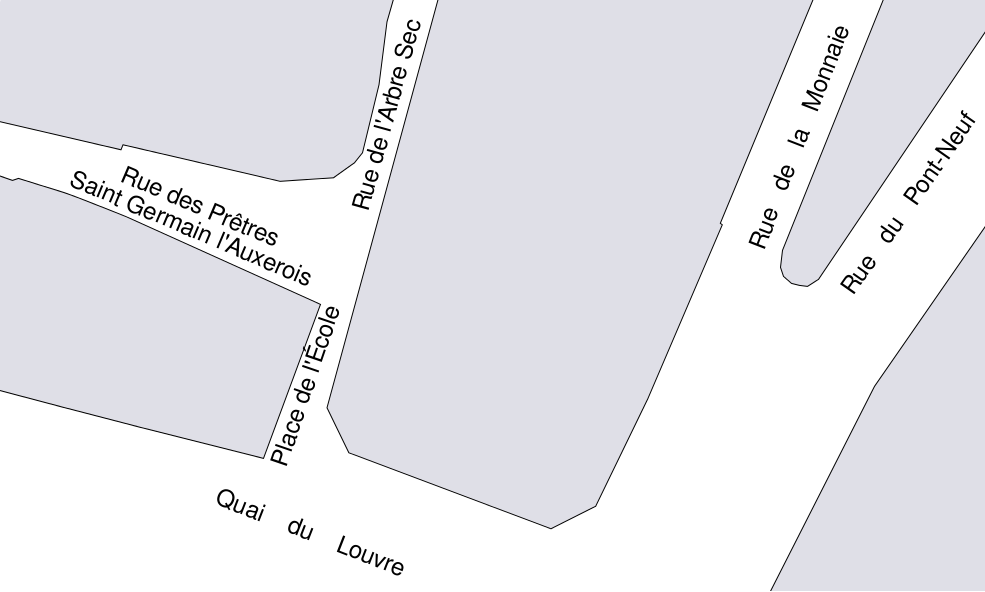
Plan vers 1928.

En février et mars 1898, des fouilles furent exécutées devant le portail méridional de l'église ; parmi les objets découverts : un sarcophage de plâtre dont les deux extrémités étaient ornées et six sarcophages lors du percement d'un égout en février de la même année. Puis dix en mars, qui furent transportés au musée Carnavalet. D'autres panneaux furent découverts en 1899.

La rue au XIXe
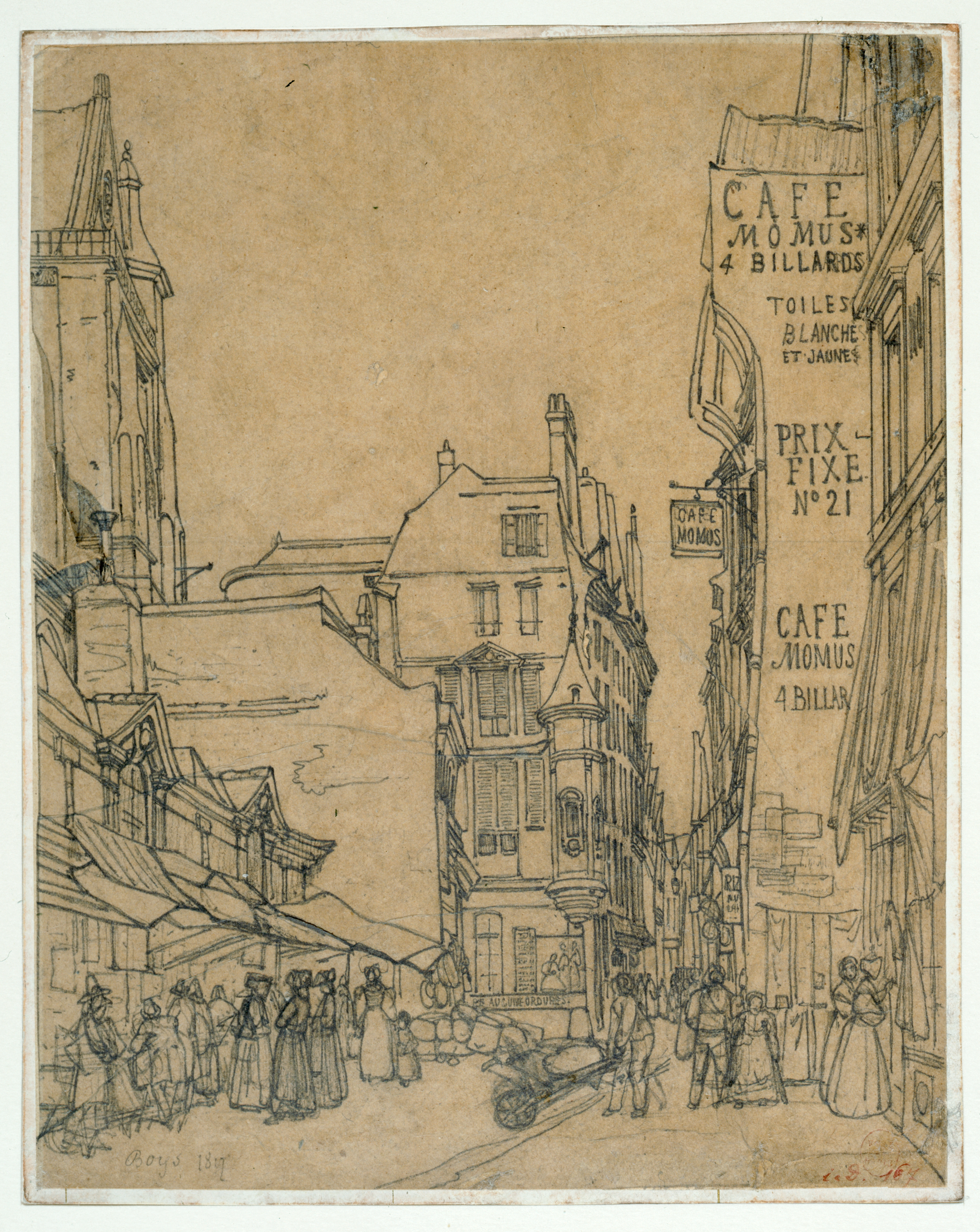
La rue des Prêtres Saint-Germain l'Auxerrois et le café Momus en 1819 (dessin de Thomas Shotter Boys)
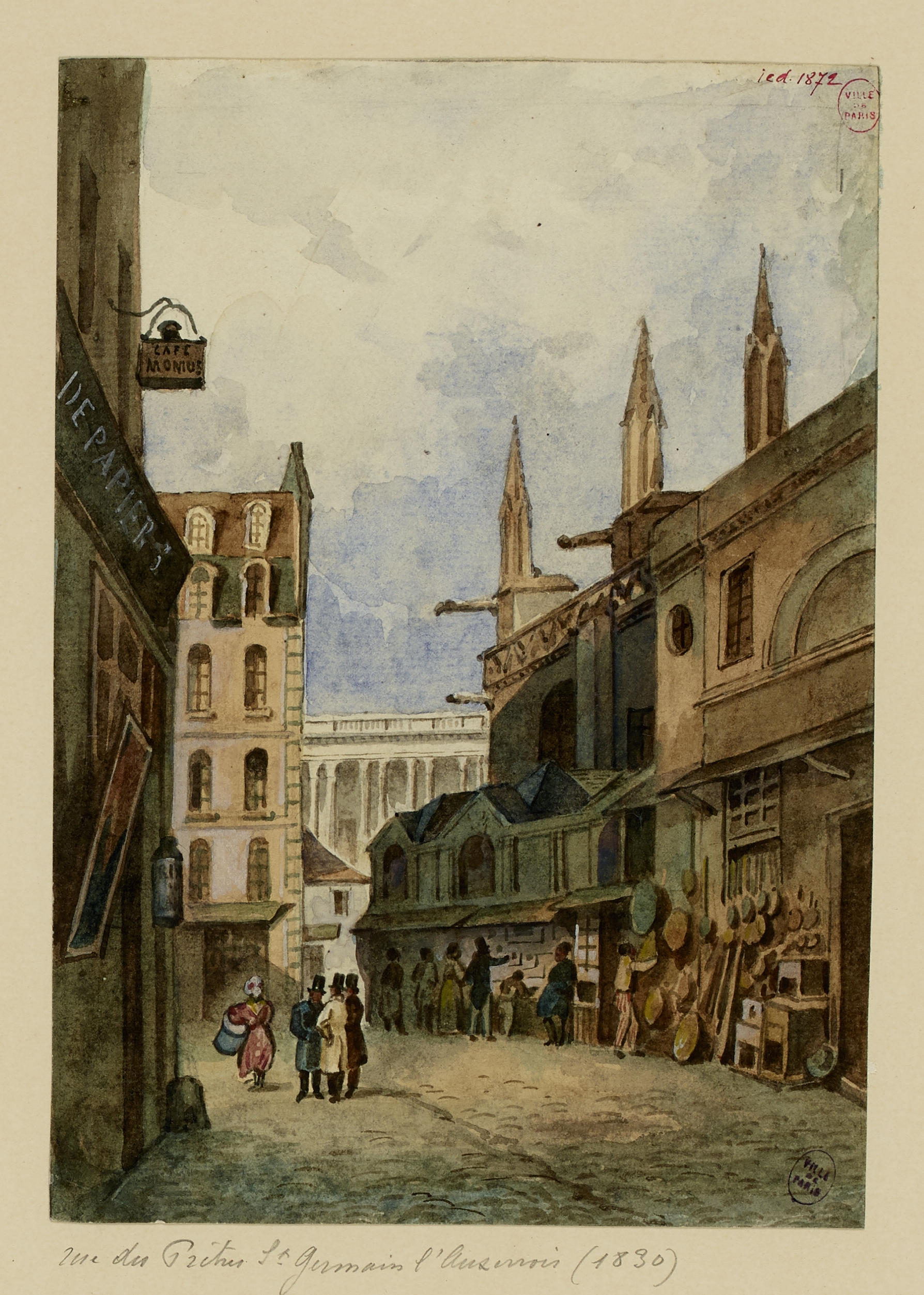
En 1830 : à droite, les boutiques collées à l'église Saint-Germain, au fond le Louvre (dessin de Charles-Louis Lesaint).
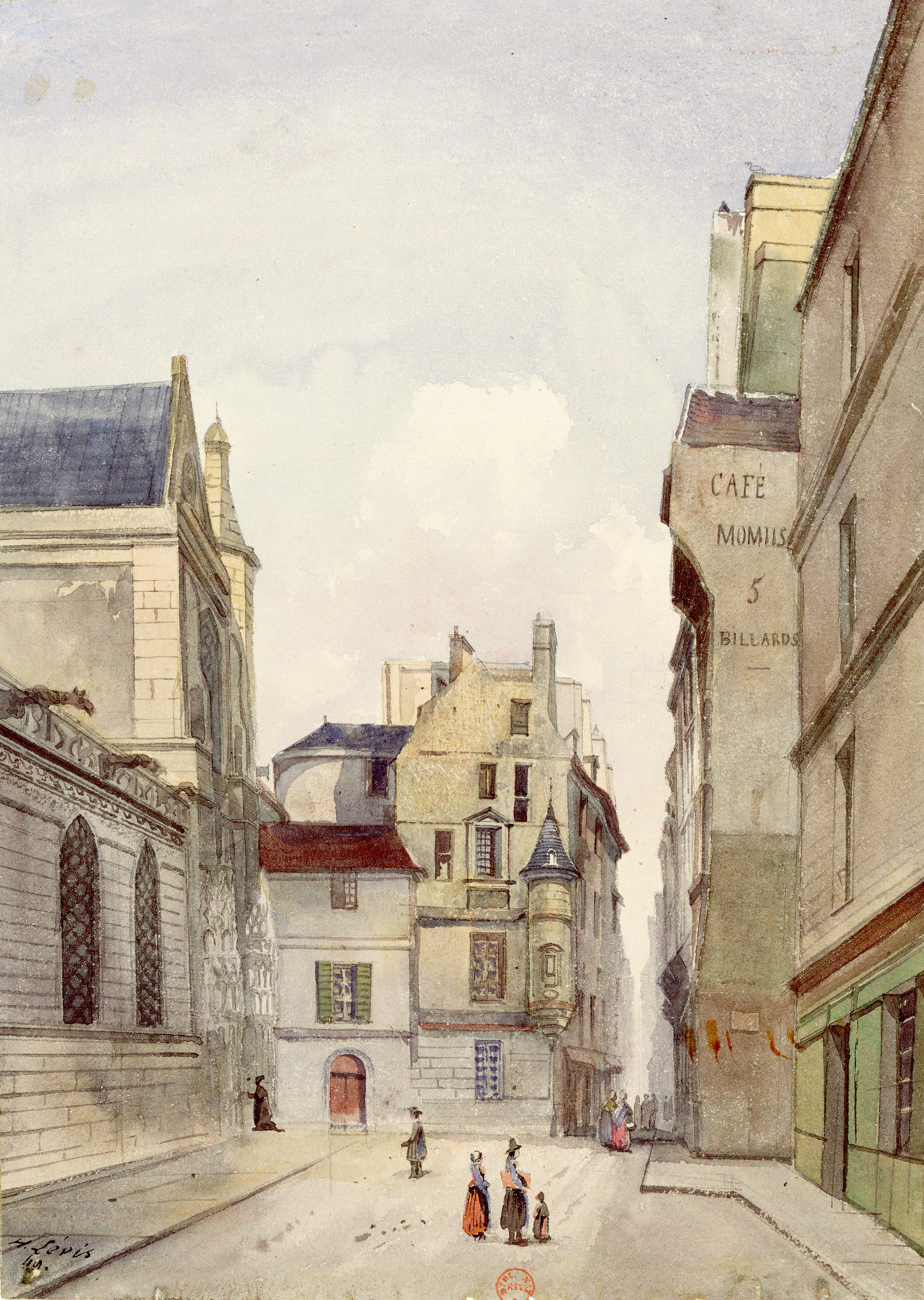
En 1849. À gauche, le presbytère de l'église Saint-Germain-l'Auxerrois. À droite, le Momus.
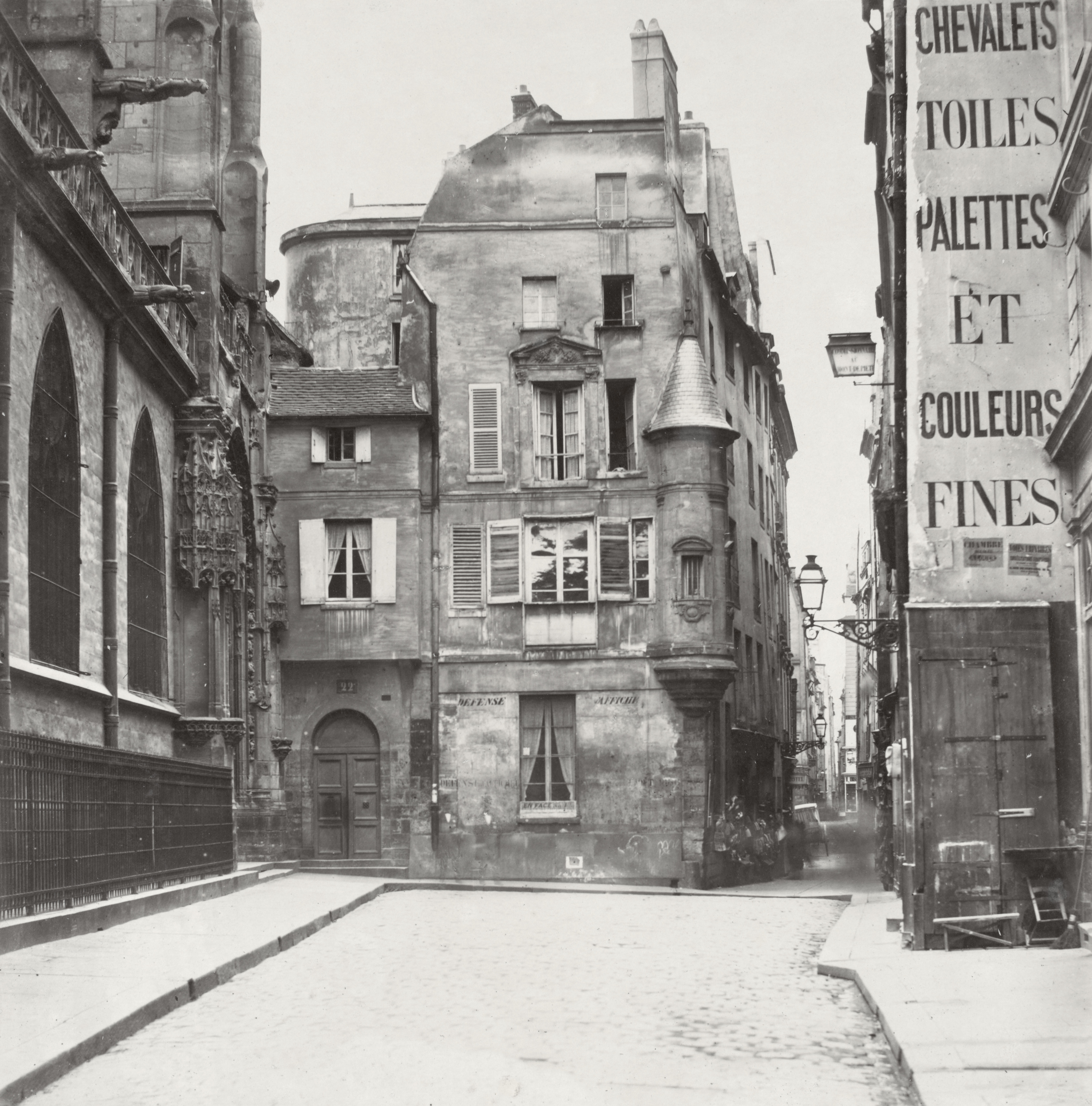
Même vue vers 1865 (cliché de Charles Marville).
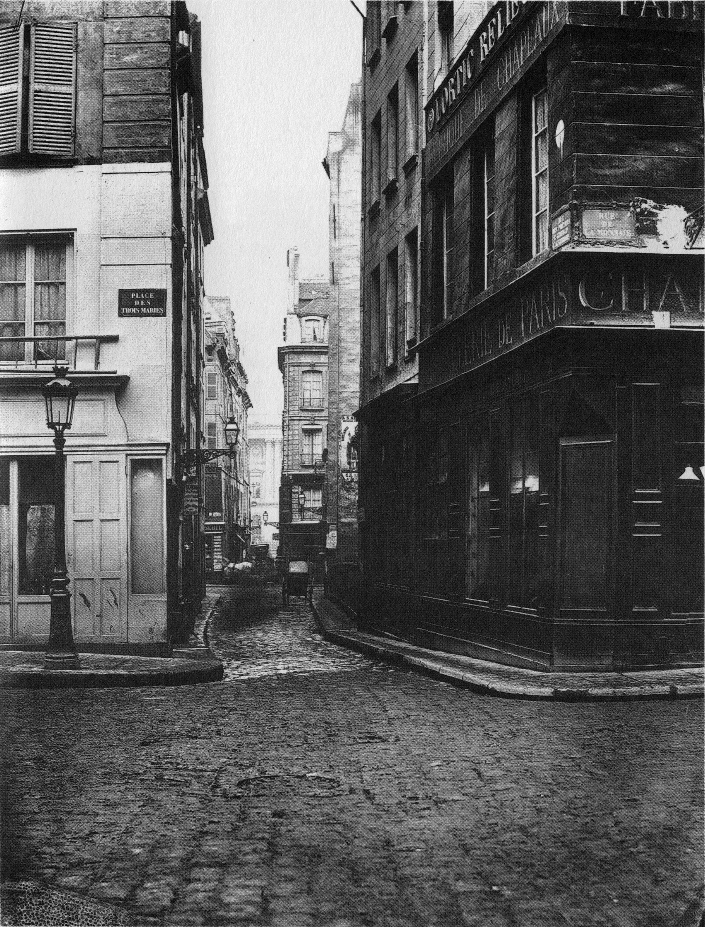
Rue vue depuis l'ancienne place des Trois-Maries, en 1866 (cliché de Charles Marville).

## Bâtiments remarquables et lieux de mémoire
Au nord de la rue se trouve l'église Saint-Germain-l'Auxerrois.
- No 15 : vieille maison étroite ayant une seule fenêtre par étage. Escalier du XVIIIe siècle et ferronneries.
- No 17 : siège du Journal des débats de 1800 à 1940[5]. Lucarnes Louis XIII à fronton triangulaire. Grand escalier intérieur à balustres en bois.
- No 19 : maison ayant abrité le café Momus, rendez-vous de la bohème des années 1840[5]. Là se retrouvaient de nombreux écrivains, notamment Chateaubriand, Sainte-Beuve, Charles Baudelaire, Hippolyte Taine, Ernest Renan, Henry Murger, Casimir Perrier, Benjamin Constant [6]. Un marchand de couleurs lui succède en 1861. C'est aujourd'hui un hôtel.

## Pour approfondir